# Coelophysidae
Coelophysidae là một họ khủng long theropoda ăn thịt nguyên thủy. Đa số các loài có kích thước nhỏ. Chúng tồn tại vào thời kỳ Trias muộn và Jura sớm.
Coelophysidae được Paul Sereno định nghĩa năm 1998 là một nhóm chứa tổ tiên chung gần nhất của Coelophysis bauri và Procompsognathus triassicus, cũng như mọi hậu duệ của tổ tiên chung đó.
Coelophysidae là một phần của nhánh Coelophysoidea. "Podokesauridae" là một thuật ngữ cũ, được đặt ra 14 năm trước Coelophysidae, giờ thường bị bác bỏ, do mẫu vật điển hình của nó đã bị thiêu rụi và không thể so với các phát hiện mới.

## Mối quan hệ
Cây phát sinh loài bên dưới là của Matthew T. Carrano, John R. Hutchinson và Scott D. Sampson, 2005.
|  | Coelophysis                                                                               |
|  |                                                                                           |
|  | \| \| Megapnosaurus rhodesiensis \| \| \| \| \| \| Megapnosaurus kayentakatae \| \| \| \| |
|  |                                                                                           |
|  | Megapnosaurus rhodesiensis                                                                |
|  |                                                                                           |
|  | Megapnosaurus kayentakatae                                                                |
|  |                                                                                           |

|  | Megapnosaurus rhodesiensis |
|  |                            |
|  | Megapnosaurus kayentakatae |
|  |                            |

|  | Coelophysis                                                                               |
|  |                                                                                           |
|  | \| \| Megapnosaurus rhodesiensis \| \| \| \| \| \| Megapnosaurus kayentakatae \| \| \| \| |
|  |                                                                                           |
|  | Megapnosaurus rhodesiensis                                                                |
|  |                                                                                           |
|  | Megapnosaurus kayentakatae                                                                |
|  |                                                                                           |

|  | Megapnosaurus rhodesiensis |
|  |                            |
|  | Megapnosaurus kayentakatae |
|  |                            |

Cây phát sinh loài bên dưới dựa trên nghiên cứu năm 2011 của Martin D. Ezcurra and Stephen L. Brusatte, với tài liệu thêm vào của You Hai-Lu và đồng nghiệp năm 2014.
|  | Coelophysis bauri                                                                    |
|  |                                                                                      |
|  | \| \| Coelophysis rhodesiensis \| \| \| \| \| \| Camposaurus arizonensis \| \| \| \| |
|  |                                                                                      |
|  | Coelophysis rhodesiensis                                                             |
|  |                                                                                      |
|  | Camposaurus arizonensis                                                              |
|  |                                                                                      |

|  | Coelophysis rhodesiensis |
|  |                          |
|  | Camposaurus arizonensis  |
|  |                          |

|  | Coelophysis bauri                                                                    |
|  |                                                                                      |
|  | \| \| Coelophysis rhodesiensis \| \| \| \| \| \| Camposaurus arizonensis \| \| \| \| |
|  |                                                                                      |
|  | Coelophysis rhodesiensis                                                             |
|  |                                                                                      |
|  | Camposaurus arizonensis                                                              |
|  |                                                                                      |

|  | Coelophysis rhodesiensis |
|  |                          |
|  | Camposaurus arizonensis  |
|  |                          |

|  | Coelophysis bauri                                                                    |
|  |                                                                                      |
|  | \| \| Coelophysis rhodesiensis \| \| \| \| \| \| Camposaurus arizonensis \| \| \| \| |
|  |                                                                                      |
|  | Coelophysis rhodesiensis                                                             |
|  |                                                                                      |
|  | Camposaurus arizonensis                                                              |
|  |                                                                                      |

|  | Coelophysis rhodesiensis |
|  |                          |
|  | Camposaurus arizonensis  |
|  |                          |

|  | Coelophysis bauri                                                                    |
|  |                                                                                      |
|  | \| \| Coelophysis rhodesiensis \| \| \| \| \| \| Camposaurus arizonensis \| \| \| \| |
|  |                                                                                      |
|  | Coelophysis rhodesiensis                                                             |
|  |                                                                                      |
|  | Camposaurus arizonensis                                                              |
|  |                                                                                      |

|  | Coelophysis rhodesiensis |
|  |                          |
|  | Camposaurus arizonensis  |
|  |                          |